# TACAN
 (mars 2013).

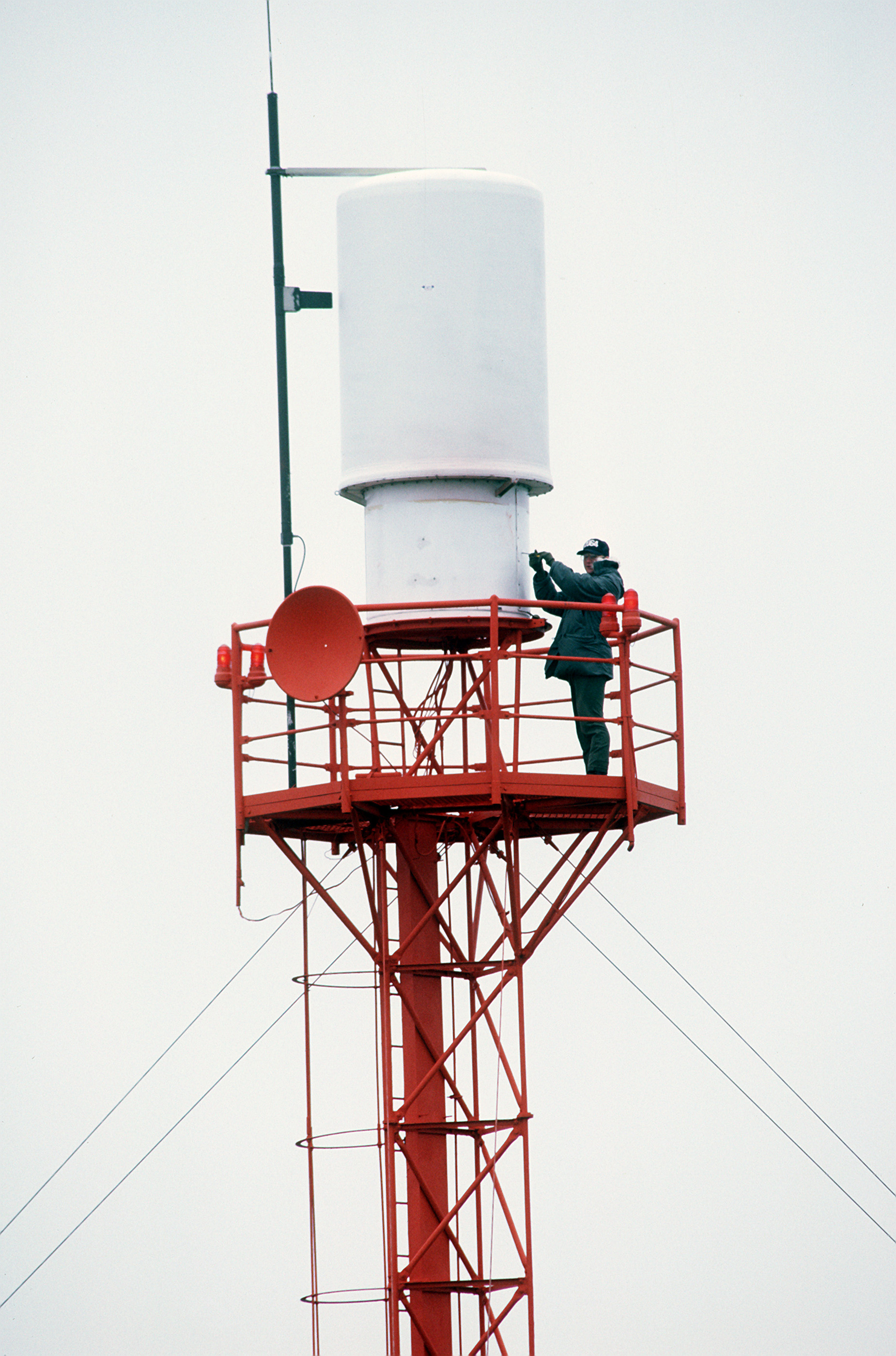
Une antenne TACAN de l'armée américaine en Alaska.

Le terme TACAN (pour tactical air navigation) désigne un système de navigation aérienne militaire. C'est un système regroupant les fonctions utilisées dans le domaine civil par l'association DME et VOR.  

## Description
Le TACAN travaille dans la bande UHF, sur la plage de fréquences 960-1215 MHz. Ses caractéristiques permettent d'utiliser des émetteurs plus simples et de taille moindre que ceux du système VOR, ce qui rend possible son installation sur un navire de guerre, un AWACS ou encore un avion ravitailleur.
La composante mesure de la distance du TACAN est identique au DME et peut donc être interrogée par un transcepteur DME civil alors que la composante mesure angulaire est différente du système VOR, ce qui conduit parfois à regrouper des équipements dans une même installation, alors désignée VORTAC.